# Quentin Harris
|  | Per a altres significats, vegeu «Quentin H. Harris». |

Quentin Harris (8 de setembre de 1970, Detroit) és un productor de música i un discjòquei instal·lat a Nova York. És conegut per alguns singles com Traveling (2004), Let's Be Young (2005), Can't Stop (2008) i My Job (2008). També va fer varis remixs com Don't Forget about Us de Mariah Carey i My Love de Justin Timberlake (2006). Va començar la seva carrera com a membre del grup de Hip-hop, Master Minds.